# Parlament Wiktorii
Parlament Wiktorii (Parliament of Victoria) – najwyższy organ władzy ustawodawczej w australijskim stanie Wiktoria. Choć Rada Legislacyjna Wiktorii działała już od 1851, parlament jako taki powstał w 1856, gdy ta ówczesna brytyjska kolonia uzyskała autonomię.
Izbę niższą parlamentu stanowi wybierane w okręgach jednomandatowych Zgromadzenie Ustawodawcze, liczące 88 członków. Rada Ustawodawcza jest izbą wyższą, zaś 40 wchodzących w jej skład osób wyłaniane jest w ośmiu okręgach wielomandatowych. Kadencja trwa cztery lata, ale gubernator ma prawo ją skrócić na wniosek premiera stanowego.
Relacje między izbami oparte są na modelu zaczerpniętym z parlamentu brytyjskiego. Choć formalnie obie izby mają zbliżone uprawnienia w procesie legislacyjnym, w praktyce izbą ważniejszą i silniejszą jest Zgromadzenie. To właśnie tam rodzi się większość inicjatyw ustawodawczych, ponadto to lider największej partii lub koalicji w Zgromadzeniu zostaje automatycznie premierem stanu. Rada jest także wyłączona z prac nad ustawami o charakterze budżetowym.
Gmach Parlamentu Wiktorii w Melbourne jest największym budynkiem użyteczności publicznej wzniesionym w koloniach australijskich przez cały XIX wiek. W latach 1901–1927 – gdy w oczekiwaniu na ukończenie budowy Canberry Melbourne pełniło funkcję tymczasowej stolicy Australii – obiekt ten był użyczany parlamentowi federalnemu. Parlament Wiktorii obradował wówczas w Royal Exhibition Building.